# Soñar no cuesta nada (película de 1941)
Soñar no cuesta nada  es una película de Argentina en blanco y negro dirigida por Luis César Amadori según su propio guion que se estrenó el 1 de octubre de 1941 y que tuvo como protagonistas a Francisco Álvarez, Mirtha Legrand, Silvia Legrand, Maruja Gil Quesada y Roberto Airaldi.

## Sinopsis
Un abogado que no quiere tramitar el divorcio de un matrimonio amigo encuentra una joven idéntica a la hija que introduce una confusión al sustituir a ésta.

## Reparto
- Francisco Álvarez ... Dr. Roque Goñi
- Mirtha Legrand ... Mirtha Rodelli "Trencita"
- Silvia Legrand ... Silvita
- Maruja Gil Quesada ... Teresa de Arriaga
- Roberto Airaldi ... Ricardo Arriaga
- Hilda Sour ... Nilda Krauss
- Oscar Valicelli ... Raúl Arriaga
- Julio Renato
- Arturo Bamio ... "Manco"
- Haydée Larroca ... Elena (secretaria de Goñi)
- Elisa Labardén ...  Mucama
- Fernando Campos ... Ratero
- Adolfo Linvel ... Pedro (mayordomo de Arriaga)
- Pablo Cumo ... Cobrador de la casa de modas
- Aurelia Ferrer ... Encargada del conventillo

## Comentarios
Roland en Crítica opinó:

"Film risueño con frescura de cuento de hada...se parece por su agilidad y por su presencia exterior...a las buenas comedias de Hollywood. Realizada con menos apresuramiento la similitud hubiera sido asombrosa"